# Félicité Marie Mbala Ntsama
Félicité Marie Mbala Ntsama est une judokate camerounaise. Elle évolue dans la catégorie des -70 kg.

## Palmarès

### Individuel
| Année | Compétition             | Lieu     | Résultat | Catégorie |
| ----- | ----------------------- | -------- | -------- | --------- |
| 2008  | Championnats d'Afrique  | Agadir   | 5e       | - 70 kg   |
| 2009  | Jeux de la Francophonie | Beyrouth | 3e       | - 70 kg   |
| 2010  | Championnats d'Afrique  | Yaoundé  | 3e       | - 70 kg   |
| 2011  | Jeux africains          | Maputo   | 3e       | - 70 kg   |